# Курталан
Курталан (тур. Kurtalan) — город и район в провинции Сиирт (Турция).

## История
Несмотря на то, что сам населённый пункт является сравнительно новым, территория района была заселена с доисторических времён, и не раз меняла хозяев. С XVI века она вошла в состав Османской империи. Даже в последние два века у района не раз менялся административный центр; Курталан стал центром района лишь с 1938 года.